# تجزیه و تحلیل مالی
تجزیه و تحلیل مالی (انگلیسی: Financial analysis) به پروسه ارزیابی شرکت‌ها، کسب‌وکارها یا پروژه‌ها، از نظر بودجه‌بندی و جنبه‌های مالی دیگر این مؤسسات اطلاق می‌شود، که برای تعیین میزان شایستگی این مؤسسات برای سرمایه‌گذاری از طریق صورت‌های مالی انجام می‌شود. تجزیه‌وتحلیل مالی اغلب بمنظور بررسی استحکام یک مؤسسه و توانایی آن در پرداخت دیون، همچنین میزان نقدشوندگی و سودآوری آن مورد استفاده قرار می‌گیرد. تجزیه و تحلیل مالی اغلب روی صورت سود و زیان، ترازنامه و جریان وجوه نقد تمرکز دارد، که با اتکاء به گذشته شرکت، عملکرد آینده آن را برآورد می‌نماید.